# Áshram (monasterio)

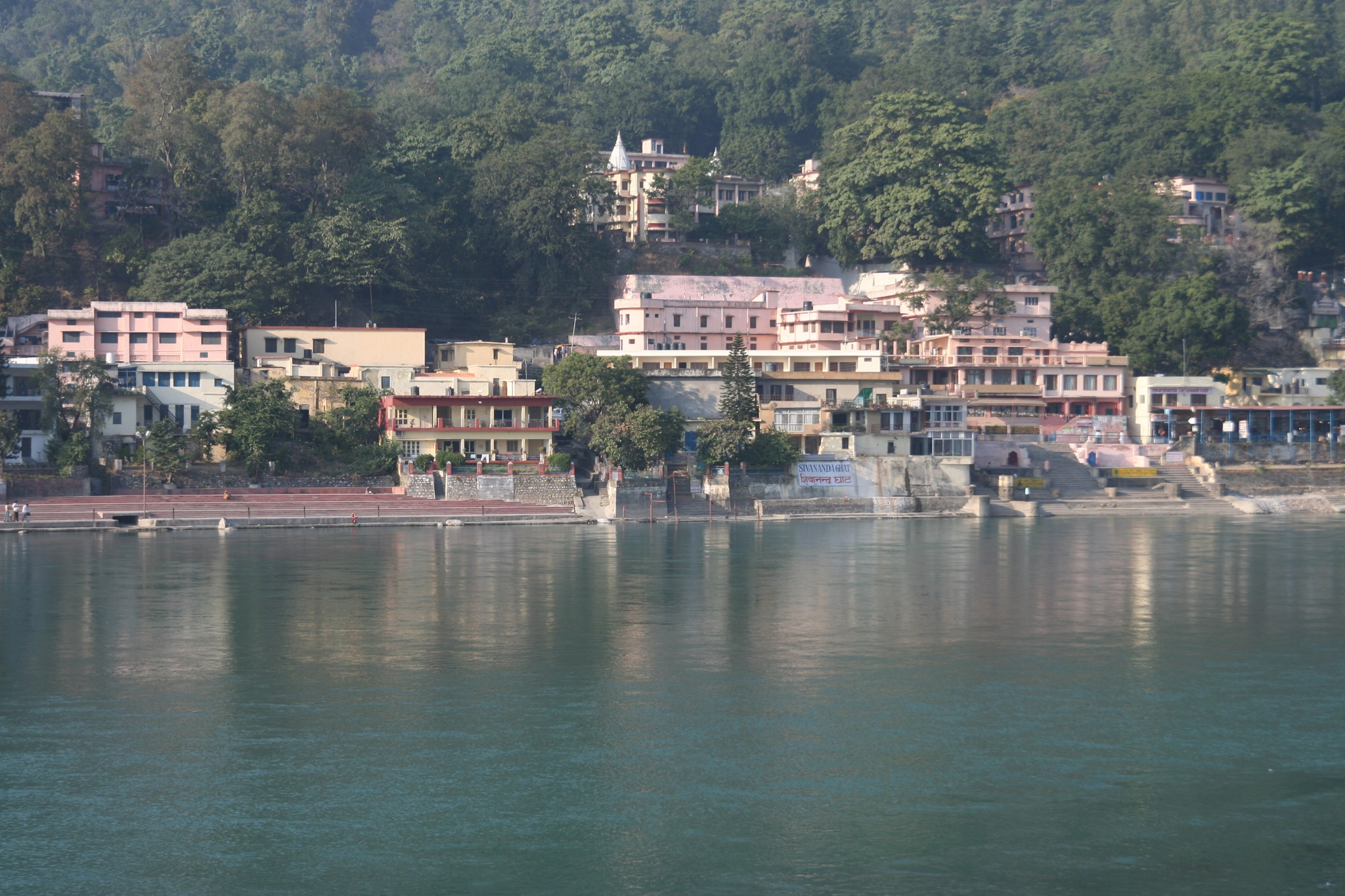
El Sivananda Ashram, en la ciudad de Rishikesh, es la sede de la Divine Life Society, fundada en 1936 por el gurú Sivananda Saraswati.

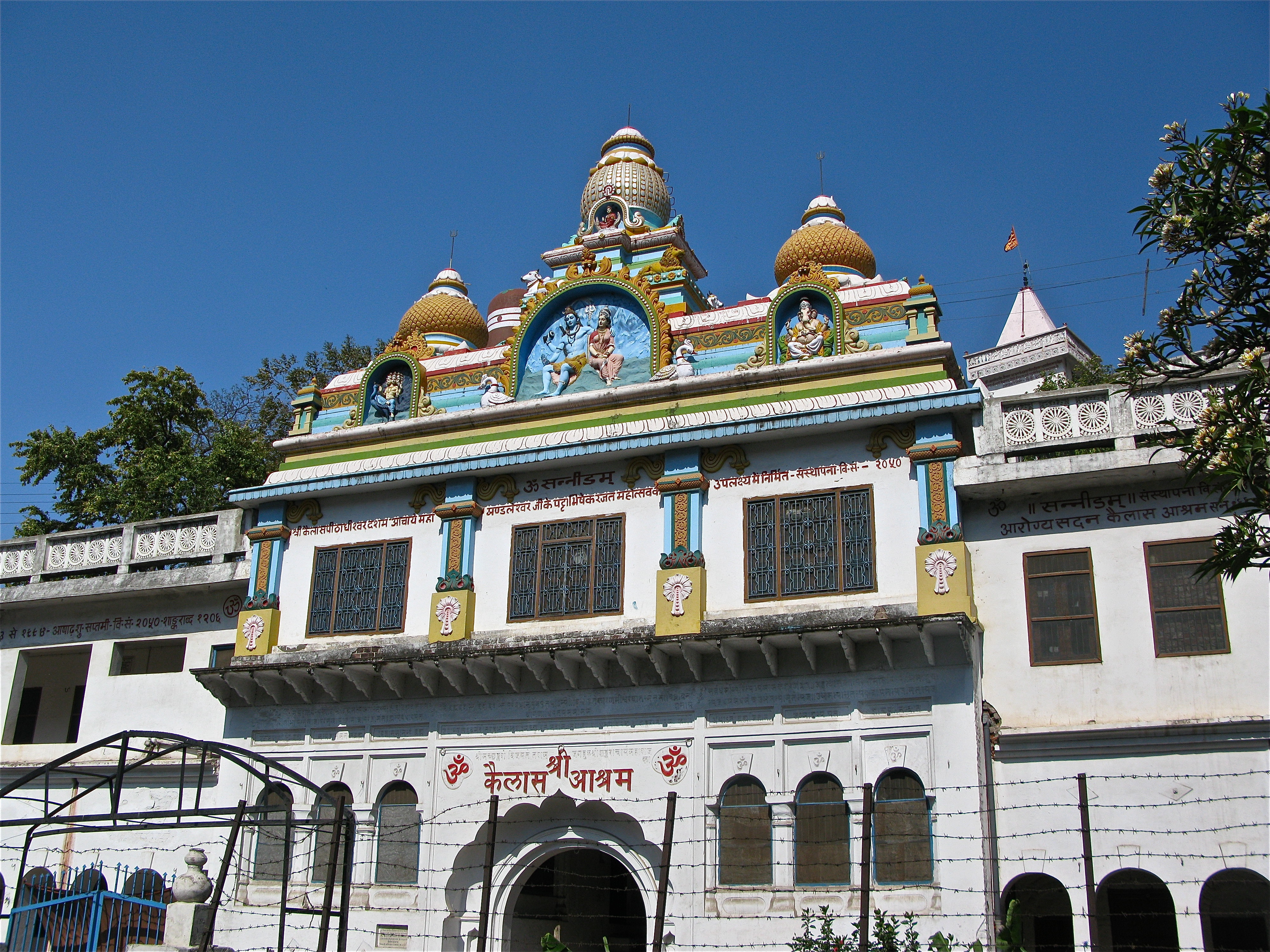
El Kailash Ashram, en la ciudad de Rishikesh, establecido por el gurú Dhanrash Guiri.

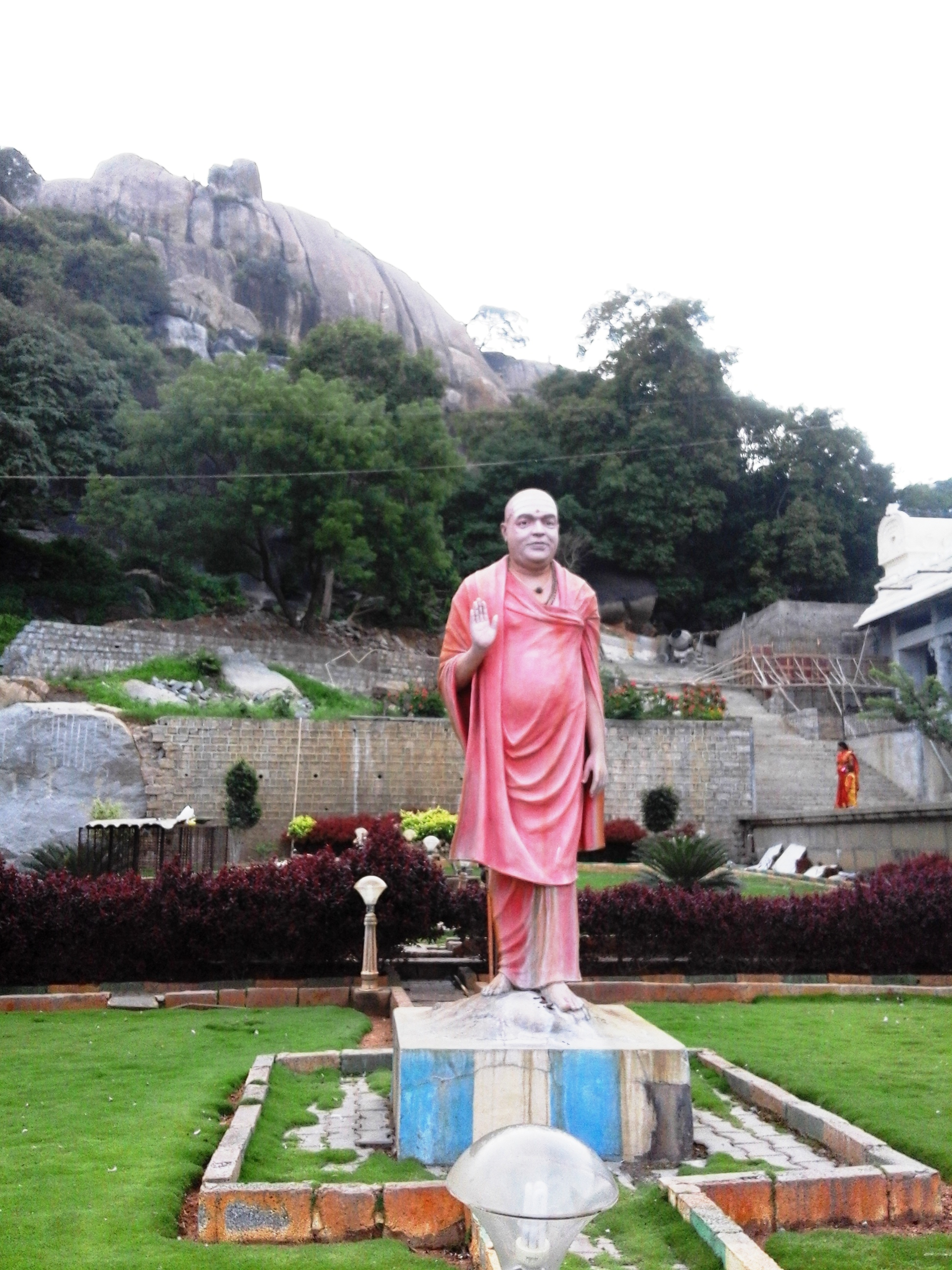
Adichunchanagiri Ashram.

En el hinduismo, un āśrama o áshram es un lugar de meditación y enseñanza hinduista, tanto religiosa como cultural, en el que los alumnos conviven bajo el mismo techo que sus maestros.
Esta palabra sánscrita proviene de ā-śrama: ‘lo que lleva al esfuerzo’, siendo ā un aumentativo y śrama: ‘esfuerzo, ejercicio [físico o mental], mortificación corporal, austeridad’.

Se pronuncia [áshram].
En los āśram se suelen impartir clases de meditación y pueden realizarse también talleres y cursos de terapias orientales.
Además son el lugar donde deben vivir los sannyasis, hinduistas que han decidido retirarse de la vida mundana y que no viven en un punto fijo, sino que van de áshram en áshram.
Su funcionamiento es parecido al de los monasterios en la Edad Media, ya que funcionan a la vez como lugar de retiro, hospedería, comunidad, escuela y dispensario público.

## Vida monacal
La vida en los āśram es sencilla y tranquila para facilitar así el estudio de los textos védicos y la meditación. La actividad diaria se rige por una serie de horarios fijos que marcan cada una de las actividades del día. Una parte de las tareas cotidianas se dedican al mantenimiento del propio āśram.
Los āśram están abiertos a todo el mundo, sin importar la creencia religiosa o la casta. A los visitantes que pueden afrontar el pago se les suele pedir una pequeña contribución económica para sufragar la alimentación. A los huéspedes se les exige que respeten en todo momento las normas, que incluyen el respeto por la no violencia y la autodisciplina. Generalmente se realizan diversos rituales y cánticos ceremoniales; en algunos āśram, hasta cuatro o más veces al día.

## Obras de caridad
Algunos āśram dedican una parte de sus instalaciones a obras de caridad.
Cuentan con albergues para niños huérfanos o aquellos a los que sus padres no pueden atender.
También disponen de comedores gratuitos y dispensarios médicos para atender a los más necesitados, y escuelas, tanto para niños y jóvenes como para adultos que quieran profundizar en sus conocimientos sobre la meditación, el yoga o el hinduismo.

## Escuela gurukula
Las escuelas instaladas dentro de los āśram reciben el nombre de gurukula (‘casa del gurú’) y tienen la peculiaridad de que alumnos y maestros residen bajo un mismo techo. Los estudiantes ayudan a los gurús o maestros en sus tareas cotidianas, tales como la preparación de las comidas o el lavado de la ropa, y se consideran todos como miembros de una misma familia.

## En India

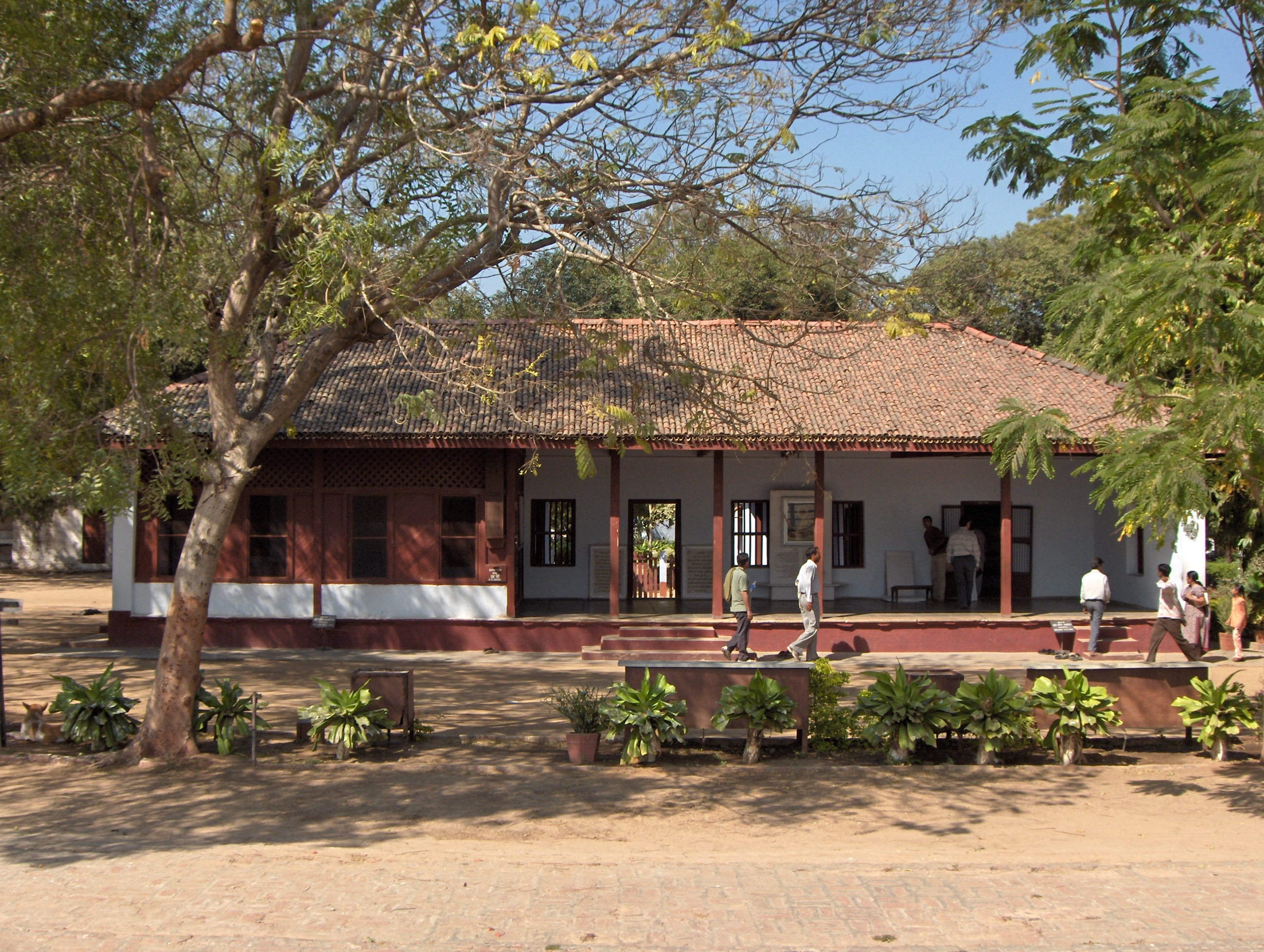
Sabarmati Áshram, una de las residencias de Majatma Gandhi en la ciudad de Ahmedabad (India).

En el siglo XX se construyeron numerosos āśram en toda India. Uno de los más famosos es el Sabarmati Áshram, en Ahmedabad (India), que sirvió como cuartel general de Mahatma Gandhi durante la independencia de la India.
Otro āśram que se hizo famoso a finales de los años 1960 es el de Maharishi Mahesh, en la ciudad de Rishikesh. Hasta este lugar se desplazaron en 1968 los miembros del grupo de rock británico The Beatles para aprender meditación.